# Michel Pensée
Michel Pensée (Yaoundé, 16 juni 1973) is een voormalig Kameroens voetballer.

## Kameroens voetbalelftal
Michel Pensée debuteerde in 1998 in het Kameroens nationaal elftal en speelde 5 interlands.